# UDS (企業)
UDS株式会社（ユーディーエス、英: UDS Ltd.）は、東京都渋谷区に本社を置く不動産の売買、賃貸、管理などを行っている企業。
元は小田急グループに属していたが、2024年4月1日付で小田急電鉄が野村不動産ホールディングスに株式譲渡を実施し同社子会社となり、小田急グループから離脱した。

## 沿革
- 1992年（平成4年）6月 - 有限会社都市デザインシステム創業
- 1994年（平成6年）9月 - 株式会社都市デザインシステムに組織変更
- 2003年（平成15年）9月 - 東京・目黒に、HOTEL「CLASKA」開業
- 2008年（平成20年）8月 - 東京地裁へ民事再生法の適用を申請。負債額は203億円。
- 2009年（平成21年）2月 - コクヨ株式会社を100%親会社とする株式会社都市デザインシステム（現・UDS）を設立。同年3月に営業権を取得
- 2010年（平成22年） - 社員食堂・学生食堂の「リラックス食堂」を開業
- 2012年（平成24年）4月 - 株式会社都市デザインシステムからUDS株式会社へ社名変更
- 2013年（平成25年）2月 - コワーキングスペース「LEAGUE」開業
- 2015年（平成27年）2月 - 小田急電鉄が株式の90％を取得[2]。川崎駅前にホステル「ON THE MARKS」開業[3]
- 2016年（平成28年）11月 - 京都食べる通信を創刊[4]
- 2017年（平成29年）7月 - 滋賀食べる通信を創刊[4]
- 2018年（平成30年）4月 - 神保町の岩波ブックセンターの跡地に飲食、書店、コワーキングの複合業態「神保町ブックセンター with Iwanami Books」開業[5]
- 2019年（平成31年）4月 - 銀座に良品計画と「MUJI HOTEL GINZA」開業[6]
- 2020年（令和2年）9月 - 小田急小田原線の線路地下化に伴ってできた「下北線路街」に「温泉旅館 由縁別邸 代田」を開業[7]
- 2020年（令和2年）12月 - 「住む」と「学ぶ」を一体化した居住型教育施設「SHIMOKITA COLLEGE」を開業
- 2024年（令和6年）4月 - 株主が小田急電鉄株式会社から、野村不動産ホールディングス株式会社に変更[8]。

## 事業内容
- 不動産の売買、賃貸、管理等
- 建築設計および建築工事業
- 建築、不動産に関するコンサルタント業
- ホテル・飲食店等の運営

## ホテル事業
- CLASKA（東京都目黒区）
- ホテル カンラ 京都（京都府京都市）
- ホテル アンテルーム 京都（京都府京都市）
- BUNKA HOSTEL TOKYO（東京都台東区）
- MUJI HOTEL GINZA（東京都中央区）
- MUJI HOTEL BEIJING（中国）
- オンザマークス川崎（神奈川県川崎市）
- ONSEN RYOKAN 由縁 新宿（東京都新宿区）
- HAMACHO HOTEL（東京都中央区）
- HOTEL EDIT YOKOHAMA（神奈川県横浜市）
- ONSEN RYOKAN 由縁 札幌（北海道札幌市）
- HOTEL ANTEROOM NAHA（沖縄県那覇市）
- HOTEL STRATA NAHA（沖縄県那覇市）
- HOTEL LOCUS（沖縄県宮古島）
- the rescape（沖縄県宮古島）

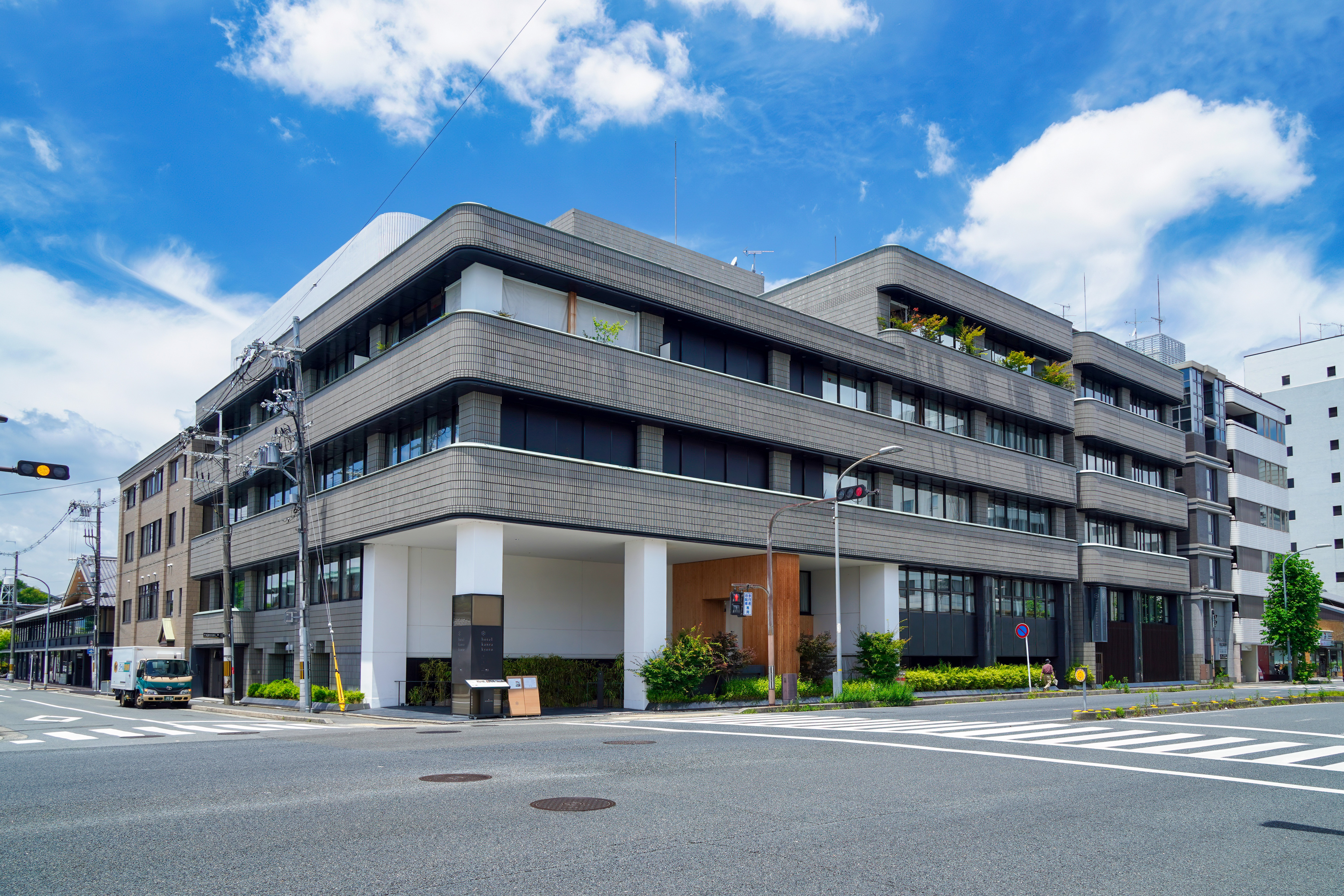
ホテルカンラ京都
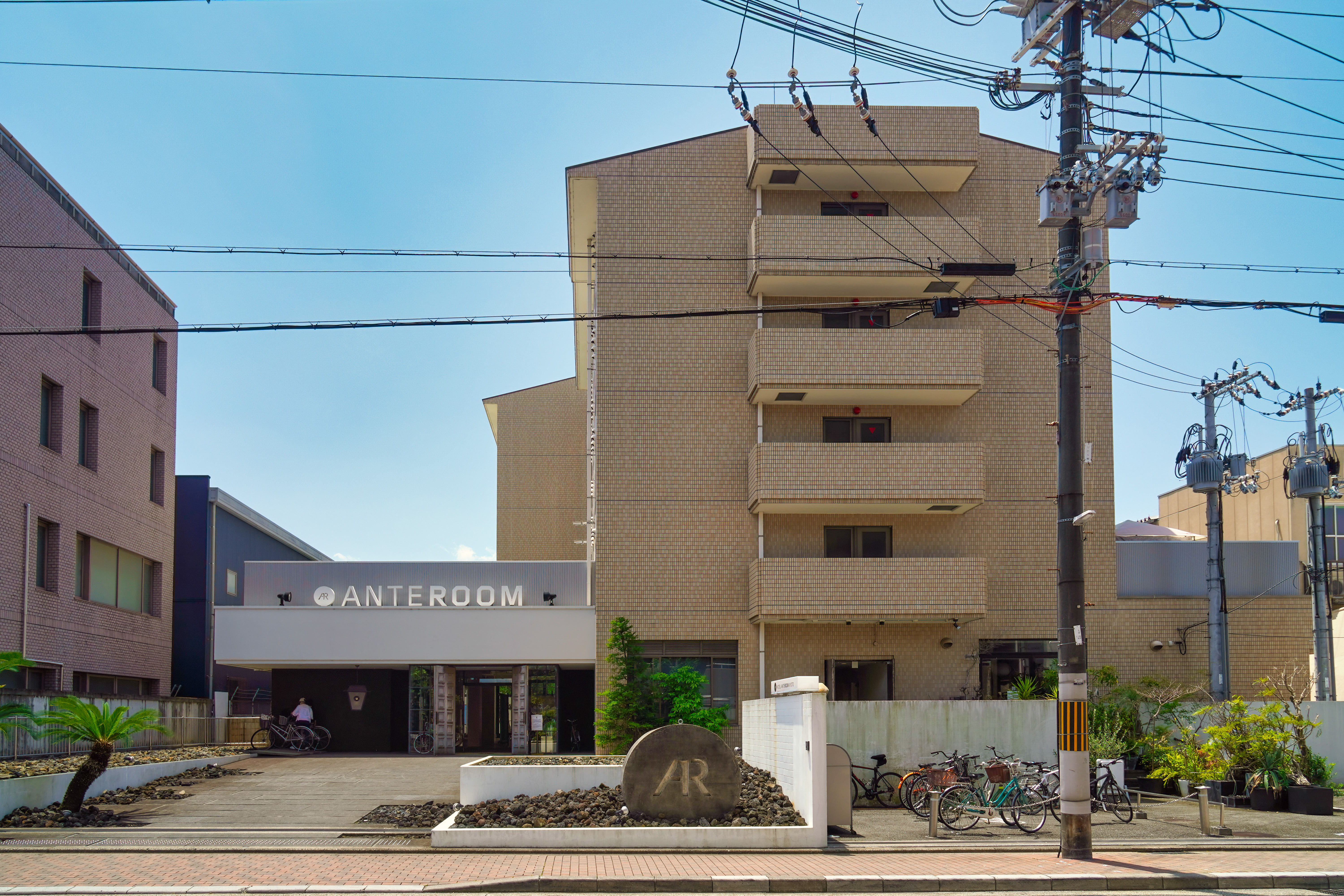
ホテルアンテルーム京都
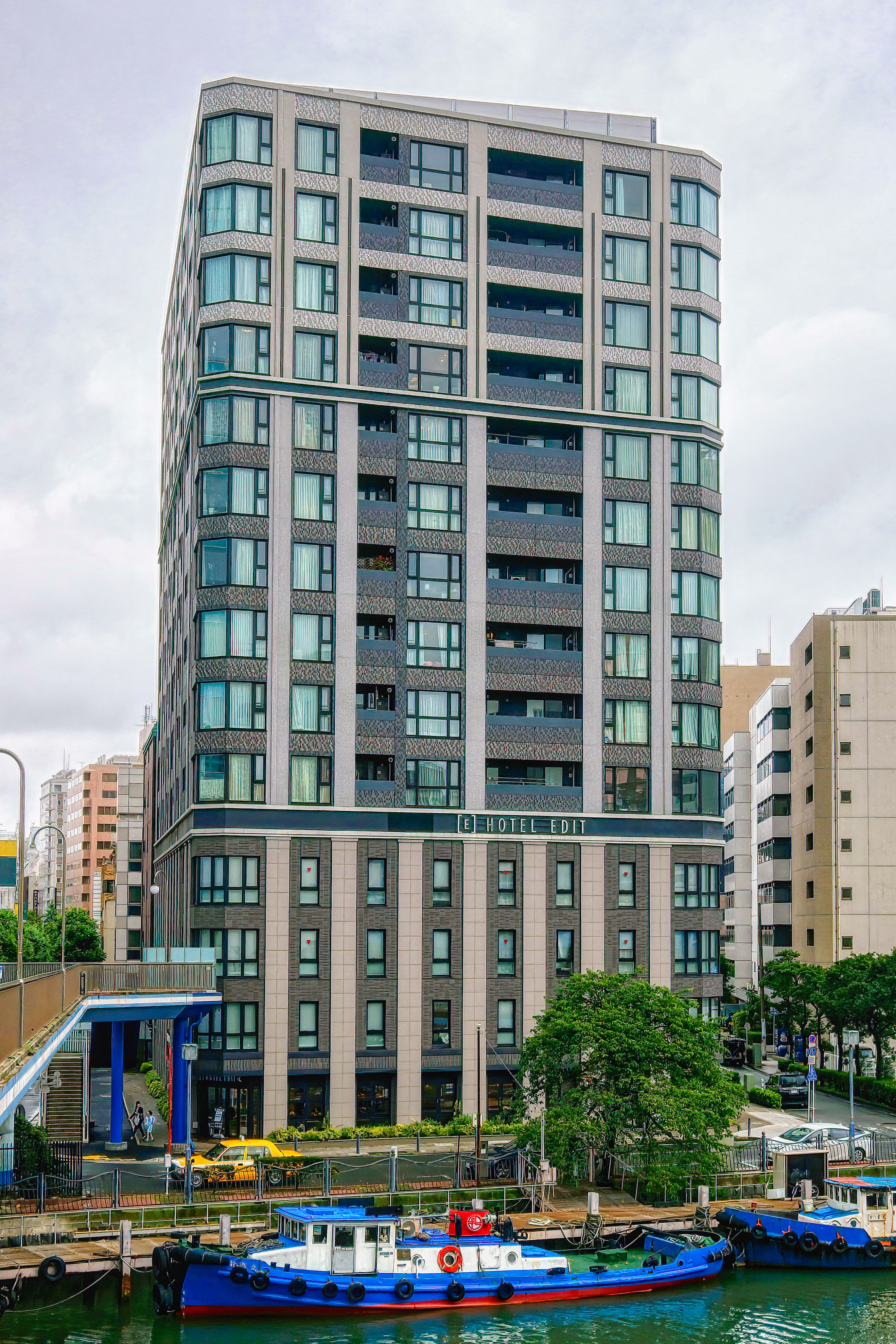
ホテルエディット横濱
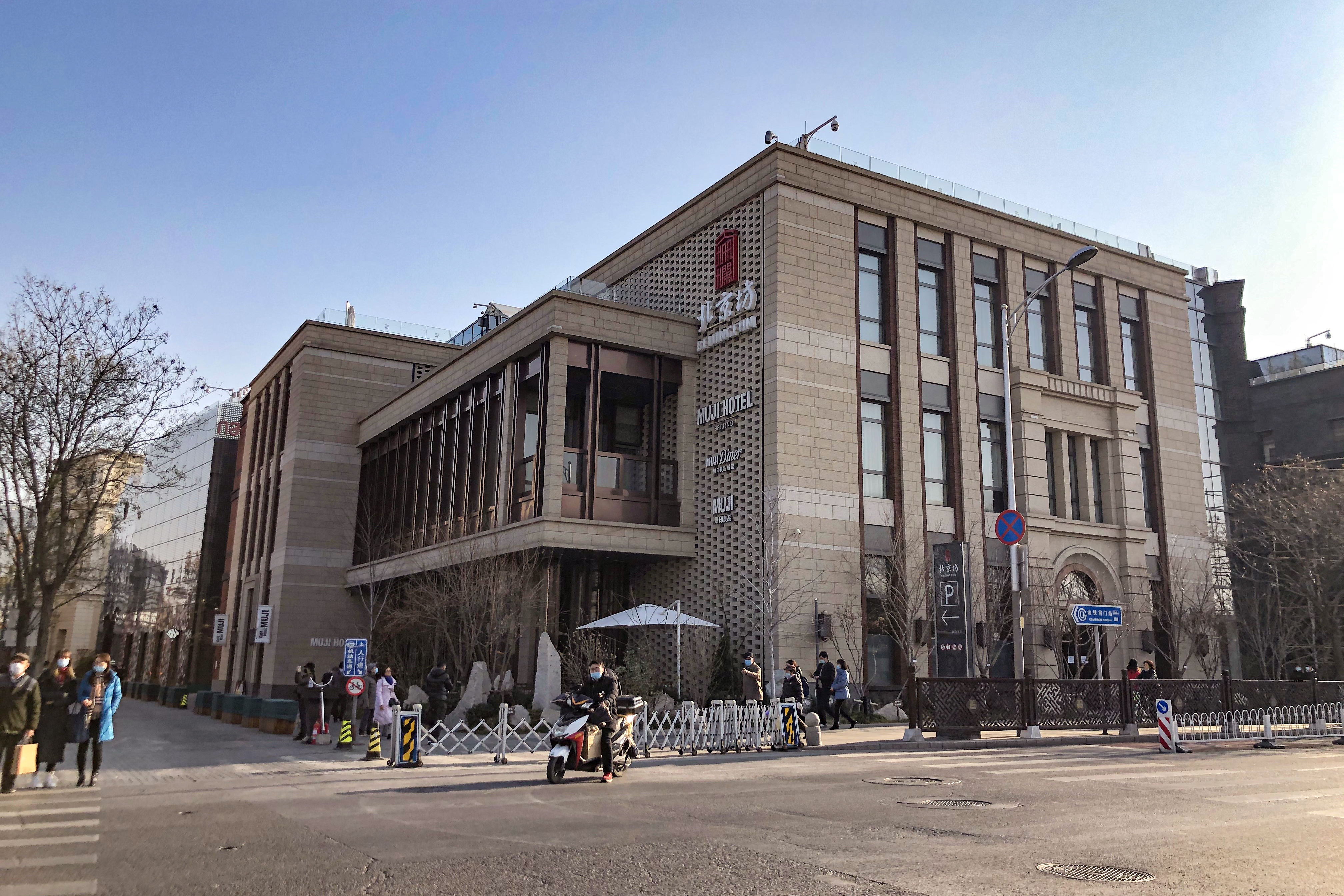
Muji Hotel Beijing

## 飲食事業
- 大日向食堂（長崎県佐久穂町）
- リラックス食堂（神奈川県藤沢市、ほか）
- nel CRAFT CHOCOLATE TOKYO（東京都中央区）
- 神保町ブックセンター with Iwanami Books（東京都千代田区）
- 滋乃味（東京都中央区）
- 小石川テラス（東京都千代田区）
- Re-life ON THE TABLE（大阪府大阪市）
- 角川食堂（埼⽟県所沢市）

## テレビ番組
- 日経スペシャル ガイアの夜明け バブルは再来するか?～沸騰!沖縄リゾート開発～（2006年8月29日、テレビ東京）[9] - 沖縄リゾート開発を取材。